# Lorenzo Martínez Fuset
Lorenzo Martínez Fuset (Úbeda, 23 de noviembre de 1899 - Madrid, 1961) fue un militar español, miembro del Cuerpo Jurídico Militar y cercano colaborador de Francisco Franco durante la Guerra civil española y los primeros tiempos de la Dictadura franquista.

## Biografía
Nació en 1899 en Úbeda, según las fuentes, aunque fue en Baeza donde pasó su infancia. Hizo estudios de Derecho en Granada. Durante su juventud llegó a trabar amistad con el poeta Federico García Lorca, manteniendo ambos una gran comunicación epistolar.
En 1920 hizo oposiciones al Cuerpo Jurídico Militar y pasó las pruebas satisfactoriamente. Su primer destino fue en Melilla, trasladándose posteriormente a Barcelona. Años más tarde, obtuvo una plaza en las Canarias, donde contrajo matrimonio con la hija de una destacada familia del archipiélago, la señorita Ángeles Pérez-Armas y Gónzalez de Mesa, hija de Benito Pérez Armas, escritor, periodista, diputado y presidente de la Diputación Provincial de Canarias el día 24 de octubre de 1927. 
A finales de mayo de 1936, obtiene el número uno de las oposiciones para Notaría celebradas en Madrid. Coincidió con el general Francisco Franco, que en la primavera de 1936 había sido nombrado comandante militar de las Islas Canarias. En poco tiempo, ambos personajes congeniaron y Martínez Fuset se convirtió en un hombre de confianza para Franco, siendo su verdadero introductor en la sociedad canaria. Siendo ambos miembros activos de la conspiración militar contra el gobierno republicano, antes de partir al Protectorado de Marruecos para comandar el Ejército de África al comienzo de la Guerra civil, Franco le confió el cuidado de su esposa y su hija para llevarlas hasta la residencia de la antigua institutriz de doña Carmen Polo en Bayona (Francia), Madame Claverie.Terminada con éxito la misión de custodiar a la familia Franco, el 15 de agosto regresa a Tenerife de su viaje a Francia
Uno días después, el 26 de agosto de 1936, regresa a la península donde es nombrado jefe de la Auditoría jurídica del Cuartel general de Franco localizado provisionalmente en el Palacio de los Golfines de Arriba en Cáceres, en el nuevo organigrama del Nuevo Estado.Para entonces ya ostenta el rango de teniente coronel. Será a partir de estas fechas cuando reciba la noticia de la muerte de su amigo de juventud, Federico García Lorca,  por lo que visitó a su familia en Granada para darle el pésame. Es lo que aseguró su hija Angelines al biógrafo lorquiano Roger Tinnel. Debido a la posición que ocupaba, algunos historiadores han señalado el papel relevante que Martínez Fuset jugó en la represión que se llevó a cabo en la zona sublevada. Por ejemplo, el historiador Hugh Thomas señala que desde su posición como jefe del Cuerpo Jurídico Militar hizo poco por evitar el clima represivo que se impuso contra los republicanos tras el final de la Guerra civil. Sobre la represión, el propio Martínez Fuset llegó a comentar:

Nosotros no asesinamos. Entregamos nuestros enemigos, los presuntos responsables, a los tribunales y consejos de guerra. Allá ellos, autónomos en su función, jueces imparciales, con sus fallos que nos limitamos a ejecutar.

Hasta que no se encargó Martínez Fuset de la secretaria general del cuartel general de Franco en Salamanca, cada general aplicaba la  justicia a su manera. Todo esto cambió rápidamente. Desde su posición, Martínez Fuset era quien revisaba las sentencias de muerte que llegaban al cuartel de Franco antes de que éste diera el visto bueno. En buena medida, por esta razón también era la persona que le llevaba directamente a Franco las sentencias de muerte para ser firmadas. Llevó a cabo esta labor durante los peores años de la represión franquista, hasta 1941, momento en que fue relevado por el jefe de la Asesoría del Ministerio del Ejército, Cirilo Genovés Amorós.
Algunos historiadores también han señalado el rol que jugó en la institucionalización de la Dictadura franquista. Sin embargo, tras la guerra Martínez Fuset no ocupó ningún puesto relevante en el régimen y en 1945 volvió a las Canarias, para ejercer el puesto de notario de Tenerife, para el que había sido nombrado en 1937, en plena Guerra civil. Allí permaneció hasta su fallecimiento en 1961.
Lorenzo Martínez Fuset fue propietario de la conocida Casa Fuset en Tenerife.